# 제59회 미국 감독 조합상
제59회 미국 감독 조합상은 2006년 뛰어난 활동을 보인 영화 감독을 기리기 위해 2007년 2월에 열린 시상식이다. LA, 하얏트 리젠시 플라자호텔에서 개최되었다.

## 수상 및 후보

### 감독상(영화부문)
- 디파티드 - 마틴 스코세이지 수상

### 감독상(TV영화부문)
- 브로큰 트레일 - 월터 힐 수상

### 감독상(심야드라마시리즈)
- 24 - 존 카사르 수상

### 감독상(주간드라마시리즈)
- 원 라이프 투 리브 - 질 밋웰 수상

### 감독상(코미디시리즈)
- 어글리 베티 - 리차드 쉐퍼드 수상

### 감독상(뮤지컬버라이어티)
- Tony Bennett: An American Classic - 로브 마샬 수상

### 감독상(리얼리티쇼)
- Treasure Hunters - TONY SACCO 수상

### 감독상(어린이프로그램)
- 하이 스쿨 뮤지컬 - 케니 오테가 수상

### 감독상(다큐멘터리부문)
- Before Flying Back to the Earth - ARUNAS MATELIS 수상

### 감독상(광고부문)
- First Taste, Coca Cola - 단테 아리올라 수상

### DGA 영예상
- 칼 라이너 수상

### 로버트 B. 알드리치 상
- 파리스 바클레이 외 1명 수상

### 프랭크린 J. 샤프너 상
- TERRY BENSON 수상

### 신인 감독상
- GEORGE PAUL 수상